# إدوارد ديبات بونسان
إدوارد ديبات بونسان (25 أبريل 1847 - 29 يناير 1913) هو كان رسام أكاديمي فرنسي اشتهر بأعماله الاستشراقية.